# بيراو

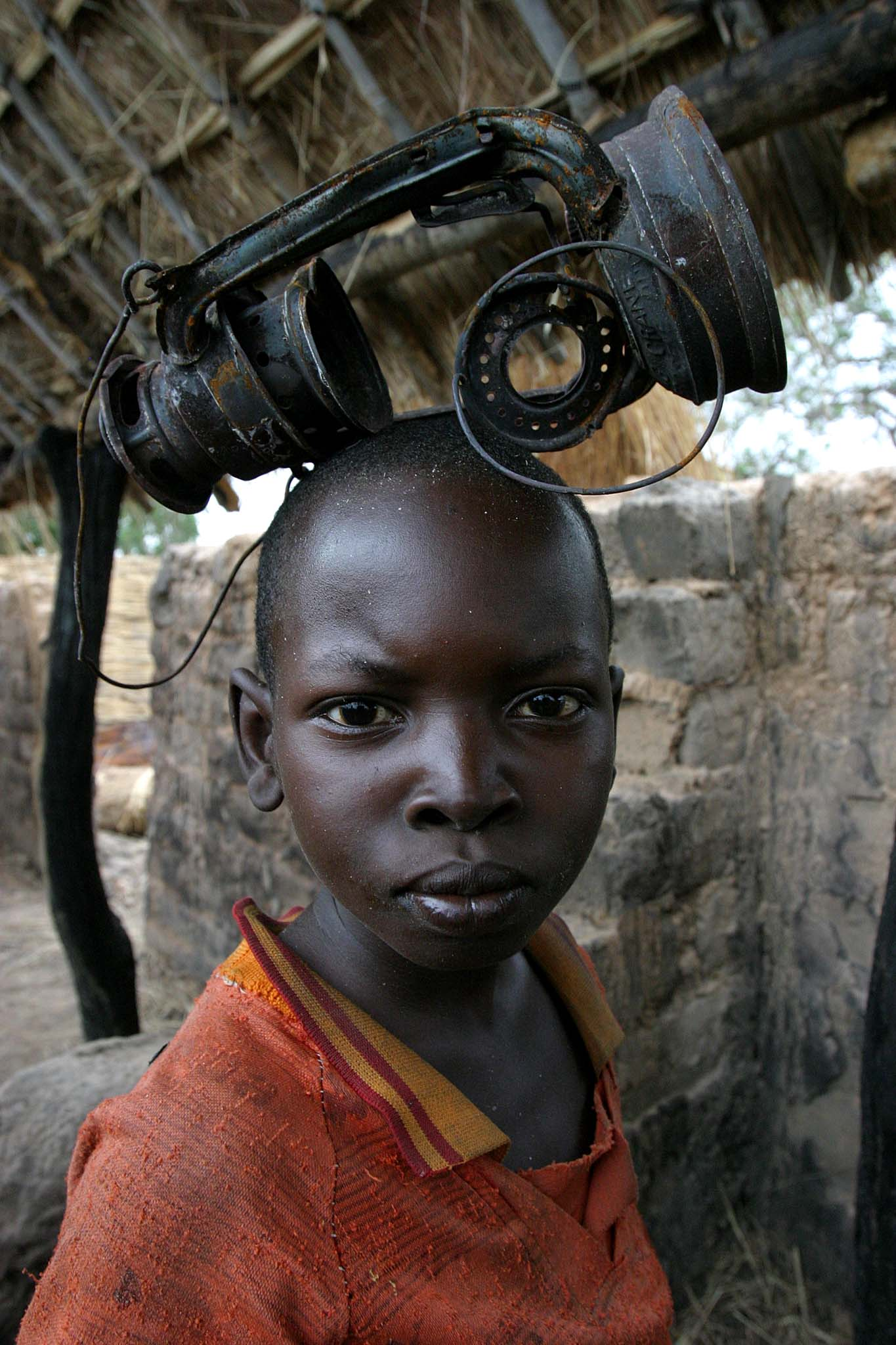
صبي يلعب بمصباح محترق — في مدينة بيراو بجمهورية أفريقيا الوسطى. كانت البلدة قد احترقت بشكل شبه تام في شهر مارس من عام 2007 خلال الاقتتال بين المتمردين والقوات الحكومية في حرب أجمات جمهورية أفريقيا الوسطى.

بيراو هي عاصمة مقاطعة فاكاجا في جمهورية أفريقيا الوسطى وكانت منصباً إدارياً في مستعمرة أوبانغي-شاري. احترقت البلدة بالكامل تقريباً في مارس عام 2007 على أثر الاقتتال بين المتمردين والقوات الحكومية في المنطقة. يسيطر الجيش التشادي منذ 2010 على البلدة نيابةً عن حكومة جمهورية أفريقيا الوسطى.